# Star Wars: Squadrons
Star Wars: Squadrons est un jeu vidéo de combat spatial en vue à la première personne se déroulant dans l'univers de Star Wars, développé par Motive Studios et publié par Electronic Arts. L'histoire du jeu se déroule après Star Wars, épisode VI : Le Retour du Jedi et voit des pilotes de la Nouvelle République combattre les vestiges de l'Empire galactique. 
Le jeu a été révélé le 15 juin 2020 avec la sortie d'une bande-annonce. Il est sorti sur Microsoft Windows, PlayStation 4 et Xbox One le 2 octobre 2020 avec le cross-plateforme activé. Les versions PC et PS4 sont jouables en réalité virtuelle à l'aide de divers casques VR.

## Personnages
La campagne alterne entre deux escadrons, Vanguard Squadron de la Nouvelle République et Titan Squadron de l'Empire galactique.
Titan Squardon est menée par Varko Grey (Noshir Dalal) et est composée des pilotes Havina Vonreg (Helen Sadler), Shen (Jim Pirri (en)) et Rella Sol (Sofia Pernas). L'escouade rapporte au capitaine Terisa Kerrill (Peta Sergeant) qui commande l'Imperial II-class Star Destroyer Overseer. Sur le Star Destroyer se trouve également LT-514 (Alistair McKenzie), un contrôleur impérial. Au cours de l'histoire, l'escouade rencontrera notamment le colonel Gralm (Robin Atkin Downes) et le capitane Amos (Tom Kane).
Vanguard Squadron est menée par Kierah « Gunny » Koovah (Rebecca Wisocky) et est composée des pilotes Keo Venzee (Bex Taylor-Klaus), Grace Sienar (Erica Luttrell) et Feresk « Frisk » Tssat (James Arnold Taylor). L'escouade répond à Lindon Javes (Phil Morris), ancien membre de l'Empire ayant déserté et à Ardo Barodai (Keythe Farley), le chef de l'intelligence.  Zerelda Sage (Michelle Ortiz) est la mécanicienne,.
Plusieurs personnages majeurs de la franchise apparaissent également. Ainsi, Hera Syndulla (Vanessa Marshall) de la série Rebels (2014-2018), l'amiral Ackbar (Tom Kane) et Wedge Antilles, qui retrouve Denis Lawson, son interprète dans la première trilogie, sont présents durant la campagne de La Nouvelle République. L'Amiral Rae Sloane (Dionne Audain) apparait dans la campagne de l'Empire,,.
Leia Organa (Misty Lee) et Dark Vador (Scott Lawrence) narrent certains segments du jeu.

## Système de jeu
Commençant après la destruction d'Alderaan et se poursuivant quatre ans plus tard après la bataille d'Endor et la destruction de la deuxième Étoile de la mort, l'histoire alterne entre deux pilotes personnalisables qui volent respectivement pour le Vanguard Squadron de la Nouvelle République et les Titan Squadrons de l'Empire. Le multijoueur prend en charge jusqu'à 10 joueurs et oppose deux groupes de pilotes l'un contre l'autre. Au fur et à mesure que les joueurs gagnent en expérience, ils peuvent débloquer de nouvelles armes, boucliers, améliorations et divers objets cosmétiques pour le pilote et leur vaisseau.